# Colorado (entreprise)
Pour les articles homonymes, voir Colorado (homonymie).
Colorado est une entreprise marocaine fondée en 1962 par la famille Berrada,. Elle est spécialisée dans la fabrication et la distribution de peintures et machine à teinter. Le groupe est coté à la Bourse de casablanca depuis 2006.

## Données économiques
La société a écoulé 53 000 tonnes de peinture en 2023 pour un CA de 611 millions de DH. Elle a reçu le label européen Ecolabel.

## Distribution
Au Maroc, Colorado compte six agences régionales: Casablanca, Rabat, Fés, Oujda, Marrakech et Agadir.